# Lukas Klünter
Lukas Klünter (ur. 26 maja 1996 w Euskirchen) – niemiecki piłkarz grający na pozycji obrońcy. Od 2018 roku zawodnik Herthy BSC.

## Życiorys
W czasach juniorskich trenował w klubach: SC Schwarz-Weiß Friesheim, SSV Weilerswist, Bonner SC i 1. FC Köln. W latach 2015–2018 występował w rezerwach Köln. Od 2015 roku grał także w pierwszym zespole. W Bundeslidze zadebiutował 3 kwietnia 2016 w zremisowanym 1:1 meczu z TSG 1899 Hoffenheim. Do gry wszedł w 76. minucie, zmieniając Simona Zollera. 1 lipca 2018 odszedł za 2 miliony euro do berlińskiej Herthy BSC.
Wraz z reprezentacją do lat 21 w 2017 roku wystąpił na Euro U-21 rozgrywanym w Polsce, na którym Niemcy zdobyły mistrzostwo.